# Monsteroux-Milieu
Monsteroux-Milieu is een gemeente in het Franse departement Isère (regio Auvergne-Rhône-Alpes) en telt 516 inwoners (1999). De plaats maakt deel uit van het arrondissement Vienne.

## Geografie
De oppervlakte van Monsteroux-Milieu bedraagt 8,2 km², de bevolkingsdichtheid is 62,9 inwoners per km².
De onderstaande kaart toont de ligging van Monsteroux-Milieu met de belangrijkste infrastructuur en aangrenzende gemeenten.

## Demografie
Onderstaande figuur toont het verloop van het inwonertal (bron: INSEE-tellingen).